# Stelis piperina
Stelis piperina är en orkidéart som beskrevs av John Lindley. Stelis piperina ingår i släktet Stelis och familjen orkidéer. Inga underarter finns listade i Catalogue of Life.